# Хурадо, Росио
Мари́я дель Роси́о Моэда́но Хура́до (исп. Maria del Rocío Mohedano Jurado; 18 сентября 1943[…], Чипиона, Кадис — 1 июня 2006, Алькобендас, Мадрид) — испанская певица и актриса. Исполнительница фламенко и коплы.

## Биография
Родилась в семье сапожника и домохозяйки. В семье увлекались музыкой, и Росио с детства проявляла свой вокальный талант, участвуя и всегда побеждая в разнообразных певческих конкурсах на радио. Вместе с матерью, ещё будучи несовершеннолетней, отправилась покорять Мадрид и была представлена признанным мастерам фламенко Маноло Караколю и Пасторе Империо. Она сразу получила контракт на работу в театре фламенко под управлением Пасторы Империо.
Слава пришла к Росио в 1962 году после премьеры фильма Los guerrilleros, где её партнёром выступил Маноло Эскобар. Позднее снялась ещё в нескольких фильмах. Много работала в Аргентине, где выступала в мюзиклах и обрела известность благодаря сотрудничеству с композитором Мануэлем Алехандро. Её партнёрами по сцене были Лола Флорес, Хуана Рейна, Мария Видаль, Рафаэль. В 2004 году стало известно о том, что Росио Хурадо больна раком. Свой последний диск певица выпустила в 2005 году.
Хурадо была замужем за боксёром Педро Карраско, у них родилась дочь Росио. После развода вышла замуж за тореадора Хосе Ортегу Кано, с которым они усыновили двоих детей из Колумбии. Похоронена в Чипионе.